# 黄鼎 (四川)
黄鼎（1814年—1876年），字彝封，四川崇庆州（今四川省崇州市）人，清朝军事人物。
黄鼎是诸生出身。同治年间在乡倡办团练，后募兵改编蜀军彝字营，改号彝军。跟随刘蓉率部与太平军、捻军作战。自教谕官至陕西陕安道，加二品顶戴。同治中，后随左宗棠征战金积堡，转战于陕西各地，屡立战功，两次得巴图鲁勇号。光绪初年，驻防陕北，开垦荒芜，修浚堡渠。深得军民之心。光绪二年，部将汤秉勋因他不给四川咨文，将他刺杀。

## 外部來源
- 《清史稿》卷四百九十 列传二百七十七 忠义四